# Equipe liechtensteiniana na Copa Davis
A equipe liechtensteiniana na Copa Davis representa Liechtenstein na Copa Davis, principal competição de tênis masculina por equipes do mundo. É administrada pela Liechtensteiner Tennisverband.